# Edificio Simeón
El edificio Simeón es una construcción situada en el número 6 de la Puerta del Sol, en Vigo (Galicia, España). Es uno de los mejores ejemplos de arquitectura modernista de la ciudad.

## Historia
El destino del edificio era servir como sede de los almacenes de la casa comercial Viuda e Hijos de Simeón García, combinada con viviendas en los pisos superiores, a los que se accedía por el lateral del edificio. Fue encargado a Benito Gómez Román en 1906 y solicitada la licencia de construcción en 1907. El edificio fue terminado en 1911. Las obras fueron realizadas por el reputado contratista Antonio González Romero. Parece ser que la enfermedad que padecía el arquitecto motivó que las obras fueran tan solo firmadas por este, y realmente realizadas por su hermano Manuel, como parecen confirmar las características de la edificación.

## Construcción y estilo
La función del edificio determina su distribución, con una planta baja con fines comerciales muy espaciosa y ricamente decorada, con un aire monumental típico de la época.  Por encima, se ubican cuatro pisos, el último de los cuales es abuhardillado.
Este edificio está construido en estilo modernista, presente sobre todo en la decoración del edificio, combinada con una composición ecléctica con tintes afrancesados, con un cuerpo central terminado en cúpula en el cual está la entrada en arco al bajo comercial. Es en este cuerpo central dónde se concentra el programa decorativo, concretamente en los balcones abultados y el arco peraltado de la entrada al bajo.
La decoración está formada por motivos florales y faunísticos típicamente modernistas, incluyendo un hermoso gallo en la parte superior del edificio, gárgolas en las esquinas,  dragones, delfines, acantos, rosas, rododendros o vides. Esta decoración está combinada con influencias vienesas, presentes en las formas planas, los discos con orlas vegetales y la decoración de los capiteles de las columnas. Destaca la decoración con rostro de mujer, ubicada en un medallón con motivos vegetales como ornamento en la clave del dintel del vano principal del primer piso. Se trata de una representación de la abuela del arquitecto, según la tradición popular, elaborada por este con sus propias manos. También destaca la decoración de palomas y flores en los capiteles de las pilastras. Los balcones reciben también un tratamiento decorativo especial, sobre todo en el cuerpo central, combinándose la decoración pétrea finamente esculpida con las barandillas de  hierro forjado y formas curvilíneas, de estilo art noveau. La carpintería interior también fue ricamente trabajada, como parte integrante del programa decorativo del edificio.
Además, y como nota característica, se combina el granito local, típico del modernismo vigués, con la piedra de Novelda, más fácil de trabajar y empleada allí dónde el programa decorativo lo requirió durante la construcción, fundamentalmente en las barandillas pétreas. En cualquier caso, es otra muestra excelente de la pericia de los canteros gallegos del momento.